# Rừng nguyên sinh

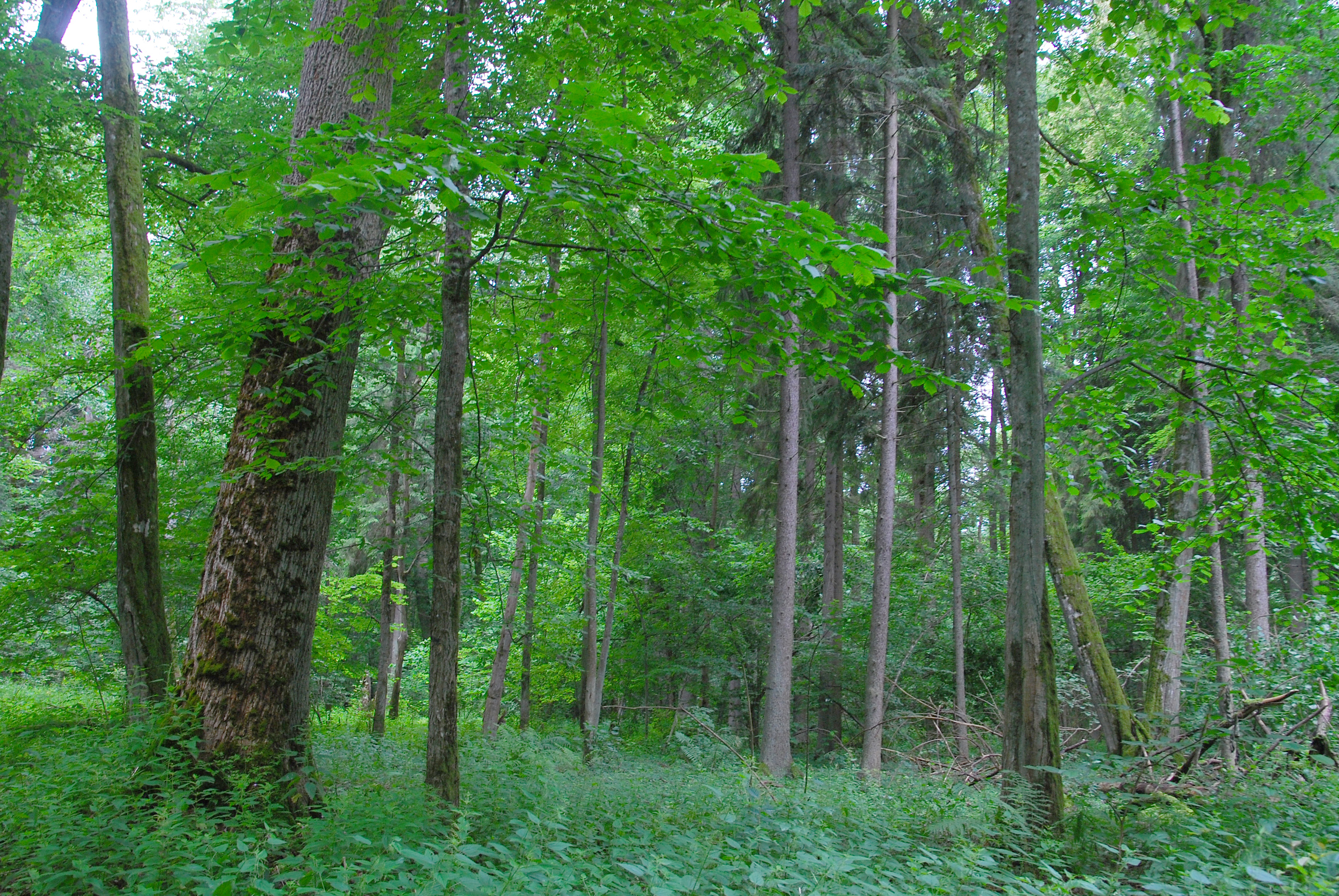
Quang cảnh một khu rừng nguyên sinh ở Ba Lan

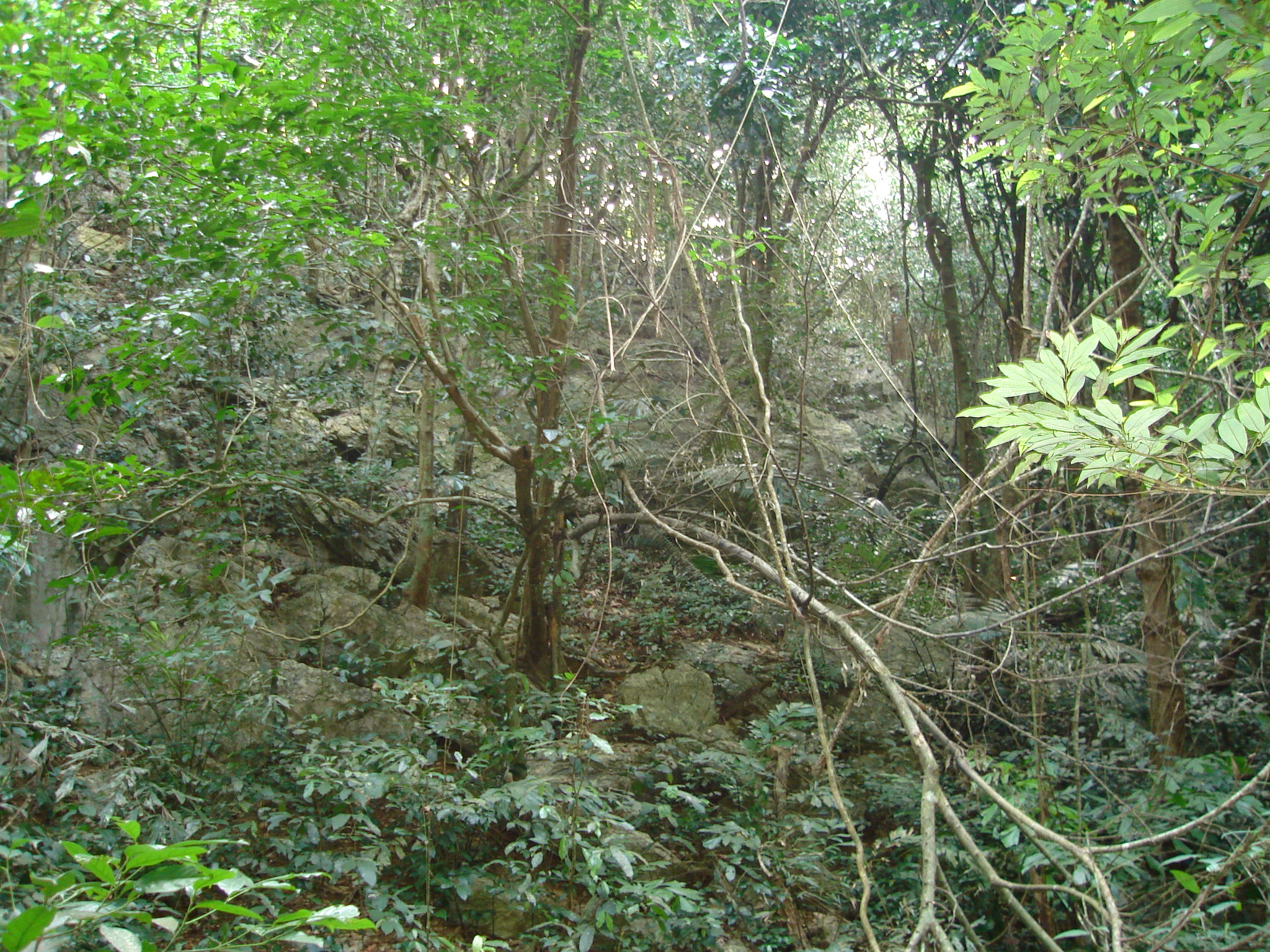
Rừng Cúc Phương ở Việt Nam

Rừng nguyên sinh là rừng trong quá trình phát sinh chưa bị tác động của con người. Rừng nguyên sinh có thể là bao gồm rộng hơn của khái niệm rừng nguyên thủy mà ở giới hạn hẹp hơn về thời gian nguồn gốc thì rừng nguyên thủy chính là những khu rừng được hình thành có lịch sử cổ đại lâu đời mà chưa từng bị tác động khai phá của con người. Rừng bị biến đổi chịu tác động từ con người được gọi là rừng thứ sinh, đã trải qua những đợt đốn chặt, phá rừng, cháy rừng, dù đã phục hưng phần nào trên giai đoạn của diễn thế sinh thái phục hồi non trẻ. Một số loài động và thực vật chỉ thích hợp với môi trường sống đặc biệt của rừng nguyên sinh.rừng

## Ý nghĩa
Rừng nguyên sinh chứa đựng các hệ sinh thái căn bản cốt lõi lâu dài của hệ thực vật trên cạn, nó góp phần bảo tồn và duy trì cân bằng sinh thái lâu năm, giữ nước, điều hòa khí hậu, làm sạch không khí. Rừng nguyên sinh chứa các hệ sinh thái tổng hợp bao gồm nhiều mạng lưới chuỗi thức ăn và tác động tương tác của nhiều loài hoang dã. Rừng nguyên sinh có ý nghĩa quan trọng phục vụ nghiên cứu bảo tồn sinh học và hệ sinh thái.

## Suy giảm và bị tàn phá
Các khu vực rừng nguyên sinh ngày càng hiếm và đứng trên bờ vực bị tàn phá hoàn toàn trên thế giới. Chúng ngày càng bị phân tán và cô lập ở nhiều nơi trước các tác động từ hoạt động kinh tế của con người. Hầu hết các khu rừng nguyên sinh được đóng cửa và bảo vệ nghiêm ngặt khi chỉ còn diện tích từ 20-300 ha. Theo nhà thực vật học Francis Hallé thì rừng nguyên sinh rất có thể sẽ bị biến mất hoàn toàn vào những năm 2020 nếu con người không có các chính sách bảo vệ nghiêm ngặt..

## Trên thế giới

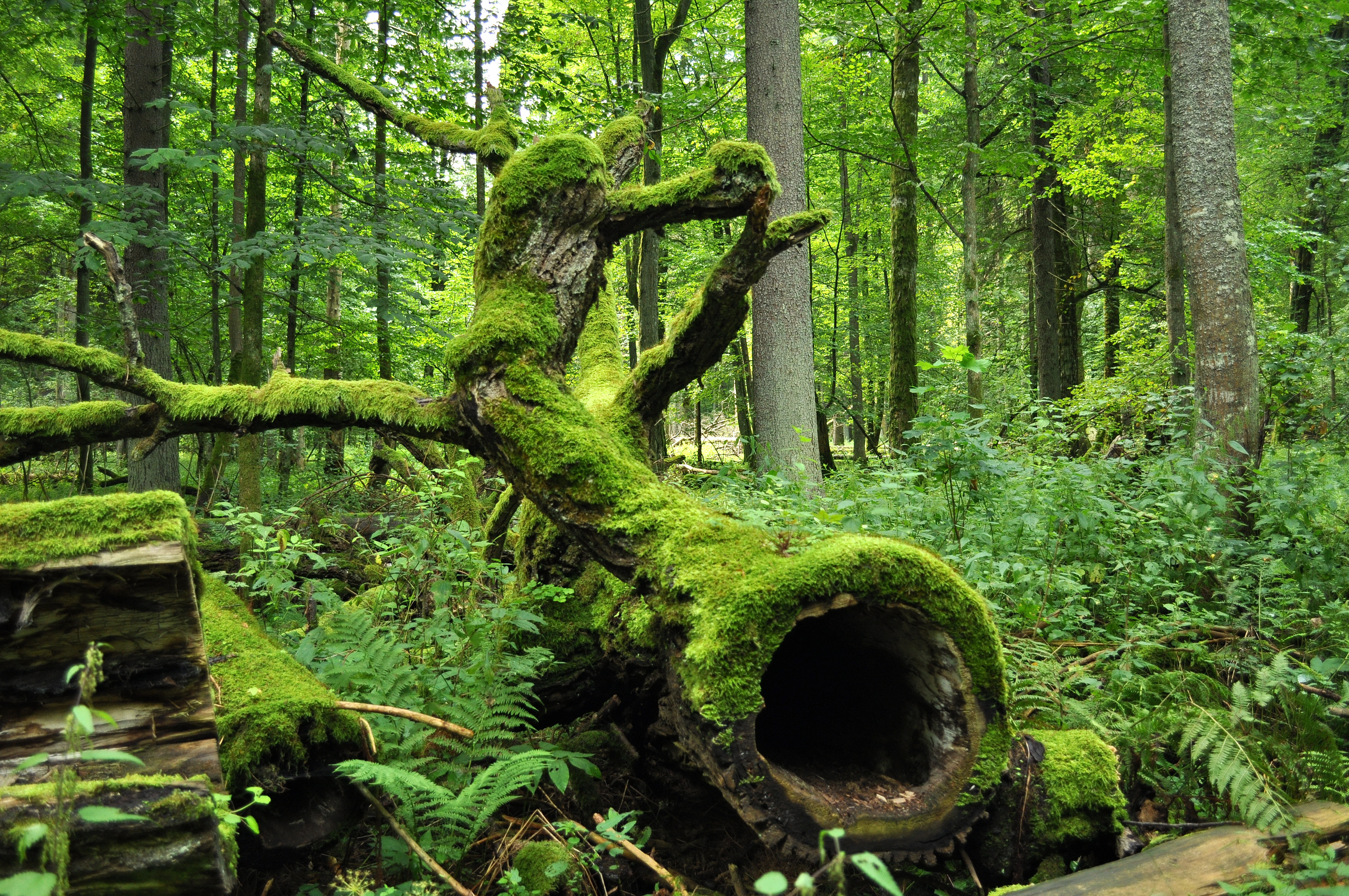
Rừng Białowieża

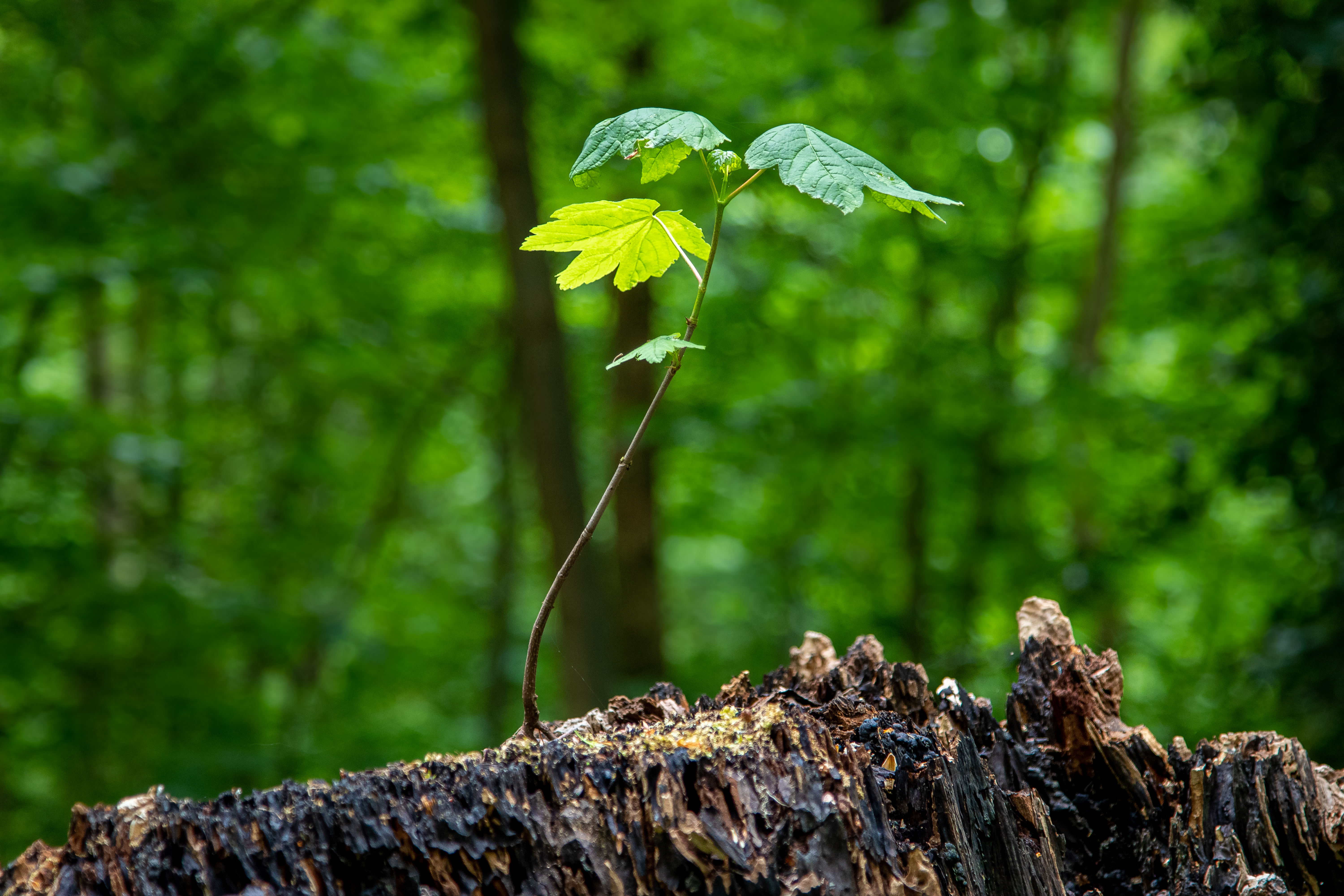
Chồi cây trong khu rừng Nüssenberger

Một số khu rừng nguyên sinh nổi tiếng trên thế giới:
- Bờ hồ quốc gia quần đảo Apostle - Wisconsin
- Khu bảo tồn bang Año Nuevo - California
- Rừng Białowieża - Belarus và Ba Lan
- Borthwood - Vương quốc Anh
- Rừng già Bwindi - Đông Phi
- Rừng quốc gia Chequamegon-Nicolet - Wisconsin
- Vườn quốc gia Congaree - Nam Carolina
- Khu vực di sản bang Emigrant Springs - Oregon
- Vườn quốc gia dãy núi Great Smoky
- Vườn bang thông Hartwick - Northern Michigan
- Núi Kineo - Maine
- Vườn quốc gia núi Rainier - Washington
- Bảo tồn quốc gia rừng Muir - California
- Perucica
- Redwood Empire - California
- Vườn quốc gia Retezat - România
- Khu bảo tồn tự nhiên bang Riddle - Ohio
- Vườn bang Saint Edward - Washington
- Rừng nguyên sinh Komi
- Rừng Cúc Phương-Việt Nam